# Сит (Библија)
Сит (хебр. שֵׁת‎, грч. Σηθ) је у Старом завету био трећи син Адама и Еве. Према предању Старог завета рођен у 130. године од стварања Постања (Књига постања 5:3). Сит се помиње и у родослову Исуса Христа (Јеванђеље по Луки 3:38).
Ева је родила трећег сина, Сита, после Каиновог убиства Авеља.
Према Књизи постања (5:8), Сит је живео 912 година и родио сина Еноса. Умро је по јеврејском календару 1042. године од постања, односно 2758. п. н. е.